# Toy Story 5
Toy Story 5 é um futuro filme de animação digital do gênero comédia de aventura americano produzido pela Pixar Animation Studios para a Walt Disney Pictures. Dirigido e escrito por Andrew Stanton e codirigido por McKenna Jean Harris, é o quinto filme de Toy Story e sequência de Toy Story 4 (2019). Tom Hanks e Tim Allen reprisam seus respectivos papéis dos quatro primeiros filmes.
Allen expressou interesse em fazer um quinto filme de Toy Story em fevereiro de 2019, enquanto Hanks disse mais tarde em maio que Toy Story 4 seria o filme final da série, embora a possibilidade de um quinto filme não tenha sido descartada. O desenvolvimento de um quinto filme foi oficialmente confirmado em fevereiro de 2023, com Hanks e Allen retornando. Stanton foi anunciado como diretor em junho de 2024, enquanto Harris se juntou como codiretora mês seguinte, e Stanton foi confirmado como roteirista em agosto.

## Elenco
- Tom Hanks como Woody
- Tim Allen como Buzz Lightyear

## Produção

### Desenvolvimento
Em fevereiro de 2019, Tim Allen, dublador de Buzz Lightyear nos quatro primeiros filmes de Toy Story, expressou interesse em fazer um quinto filme ao declarar: "Depois de chegar ao quarto, você passou daquele ponto da trilogia, então não vejo nenhuma razão pela qual eles não fariam isso, certamente. Se você me perguntar, eu diria para fazer cinco". Em maio de 2019, o produtor Mark Nielsen anunciou que a Pixar retornaria seu foco para fazer filmes originais em vez de sequências após Toy Story 4 por um tempo. No The Ellen DeGeneres Show, Tom Hanks, dublador de Woody, afirmou que o quarto filme seria o filme final da série. Ele disse a Ellen DeGeneres que Allen o havia "avisado sobre o emocionante adeus final entre seus personagens Woody e Buzz Lightyear em Toy Story 4". No entanto, Nielsen não descartou a possibilidade de um quinto filme, afirmando: "Cada filme que fazemos, tratamos como se fosse o primeiro e o último filme que faremos, então você se força a fazê-lo durar. Você não se mete em confusão. Se há outro? Não sei. Se houver, é problema de amanhã". Pouco depois do lançamento do quarto filme, Annie Potts, dubladora de Betty, disse que, apesar de não saber se outro filme seria feito, ela acredita que muitos fãs estariam interessados em ver o que os brinquedos fariam a seguir.
Em fevereiro de 2023, durante a teleconferência de resultados do primeiro trimestre, o CEO da Disney, Bob Iger, confirmou que um quinto filme estava em desenvolvimento ativo. Mais tarde naquele mês, o CCO da Pixar, Pete Docter, declarou que o filme seria "surpreendente" e teria "coisas legais que você nunca viu antes". Em junho de 2023, Docter confirmou que Woody retornaria no filme. No ano seguinte, Docter anunciou que Andrew Stanton, que coescreveu os quatro primeiros filmes de Toy Story e foi diretor de Procurando Nemo (2003), WALL-E (2008) e Procurando Dory (2016), dirigiria Toy Story 5, enquanto McKenna Jean Harris, que dirigiu o curta Ciao Alberto (2021), atuaria como codiretora. No evento D23 em agosto de 2024, Docter anunciou que Stanton também escreveria o filme.

### Escalação do elenco
Com o anúncio oficial do filme em fevereiro de 2023, Allen confirmou que retornaria para dublar Buzz Lightyear. Em setembro, Jim Hanks revelou que Tom Hanks retornaria para dublar Woody.

## Lançamento
Toy Story 5 está agendado para ser lançado em 19 de junho de 2026 nos Estados Unidos, pela Walt Disney Studios Motion Pictures.